# Type 20 SNCB
Ne doit pas être confondu avec Locomotive série 20 SNCB.
La type 20 des chemins de fer belges (SNCB) était une locomotive à vapeur à tender séparé de disposition "American" (disposition d'essieux 220) dont six exemplaires ont été construits en 1905.
D'abord classées dans le type 18bis, elles sont une version agrandie et dotée de la surchauffe du type 18, elles-mêmes inspirées de locomotives écossaises conçues par l'ingénieur John F. McIntosh (en). Elles succèdent aux cinq type 18S (futures type 19 SNCB) : première version dotée de la surchauffe.

## Genèse
De 1902 à 1906, les Chemins de fer de l'État belge mettent en service 135 locomotives à vapeur du type 18, destinées aux trains express. Ces locomotives à vapeur saturée sont issues d'un modèle plus petit (le type 17) copiées sur des locomotives écossaises de 1897 (Dunalastair II). En 1905, six locomotives supplémentaires d'une version modifiée, avec un surchauffeur Schmidt, sont sorties d'usine. Malgré leur chaudière améliorée, ces dernières (baptisées type 18S) tout comme les type 18 reprenaient toutefois telles quelles plusieurs caractéristiques du modèle d'origine.
Alors que l'air du temps favorisait désormais des locomotives à trois essieux moteurs, aptes à remorquer des trains plus lourds, les ingénieurs de l’État belge mettent au point une 18S améliorée. Le corps cylindrique (partie principale de la chaudière) est allongé et le bogie avant, dessiné par Jean-Baptiste Flamme, remplace celui de ses devancières (avec un empattement plus faible et des roues plus grandes : 1 067 mm (3 pieds 6 pouces). Sa chaudière plus puissante et sa longueur totale accrue améliorent la puissance ainsi que la stabilité à grande vitesse.

## Services effectués
Ces quinze locomotives devaient représenter une alternative moins chère et de conduite plus aisée aux douze "Atlantic" compound (futures type 6) commandées entre 1904 et 1907 ; ces deux séries représentent le dernier modèle à deux essieux pour trains rapides commandé par une compagnie de chemin de fer belge.
Livrées en 1908, elles sont réparties entre les remises de Gand-Ledeberg, Bruxelles-Nord et Verviers afin de remorquer l'Ostende-Vienne Express (nl) et la tranche Ostende - Saint-Pétersbourg du Nord-Express. Elles assuraient aussi des trains ordinaires, parfois en double traction avec des locomotives plus anciennes (types 12, 17, 18).

Apparues à une époque où les locomotives de vitesse à trois essieux moteurs (types 8, 9, 19) commençaient à déferler, elles se montreront peu adaptées à la croissance rapide du poids des trains, même sur des lignes dépourvues de pentes fortes. Moins de cinq ans après, les énormes pacific type 10 étaient déjà utilisées entre Ostende et Bruxelles-Nord.

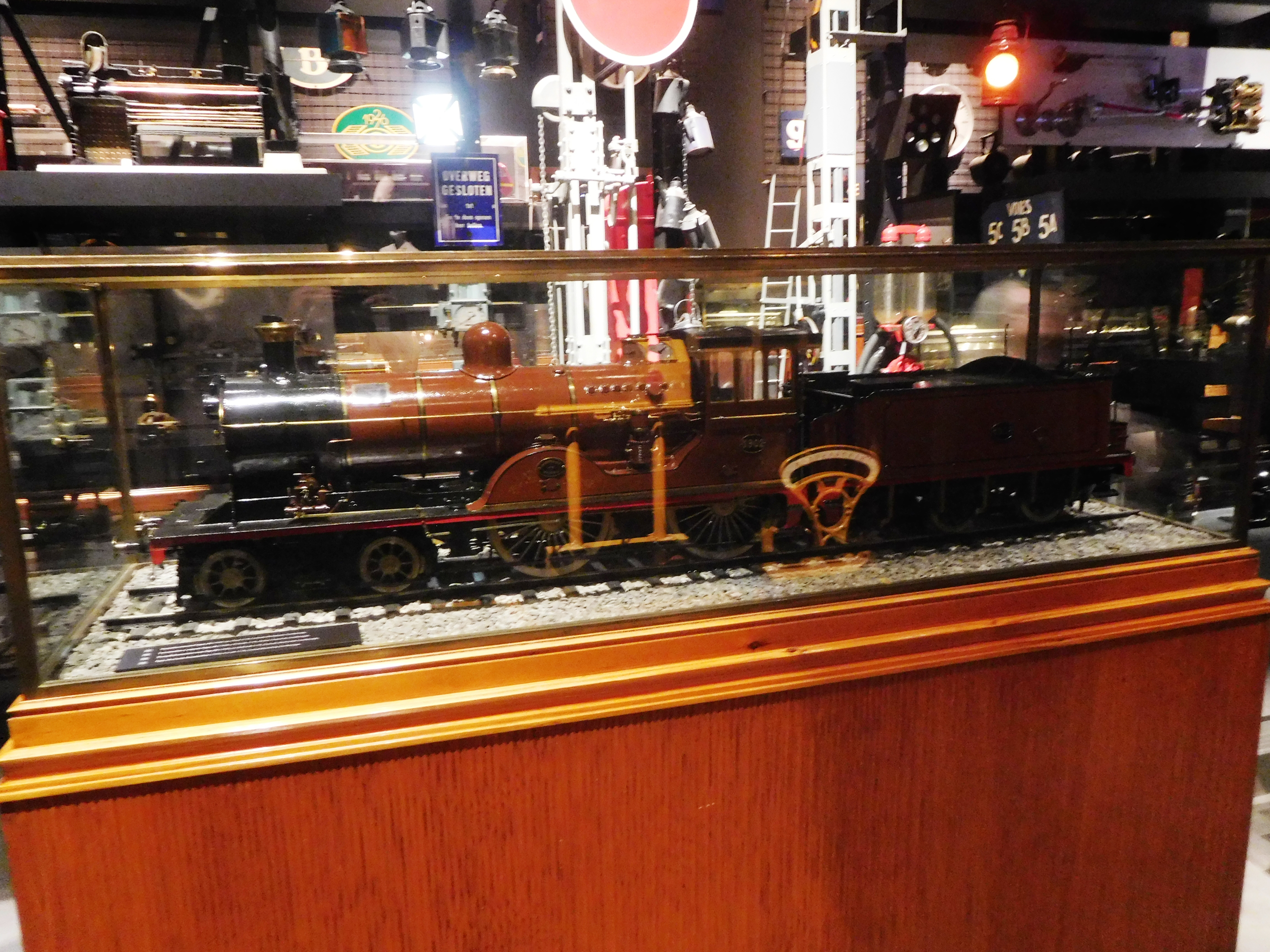
Modèle réduit de la 3902.

## Préservation
Aucune type 19 et 20 n'a été conservée.
La seule représentante de cette famille de locomotives est la 18.051, construite en 1905 par la Société de Saint-Léonard. Après avoir également servi de chaudière mobile, elle a été préservée par la SNCB avec un tender « Caledonian » à bogies datant de 1902 et réside au musée Train World.
Ce musée expose également une maquette artisanale de la type 20 no 3902 en livrée brune avec un tender à trois essieux. Elle a été réalisée vers 1949 par les apprentis de l'atelier central de Gentbrugge.